# Músculos elevadores de las costillas
Los músculos supracostales ([TA]: musculi levatores costarum) o elevadores de las costillas son 12 músculos en forma de abanico que elevan las
costillas, aunque su papel en la inspiración normal, si tienen alguno, no está claro. Puede participar en el movimiento vertebral y/o la propiocepción.
Los músculos intercostales ocupan los espacios intercostales . La capa superficial está formada por los intercostales externos, y la capa interna por los intercostales internos. A las fibras más profundas de estos últimos, dispuestas internamente en los vasos intercostales, se les designa, un tanto artificialmente, como un músculo diferenciado, los intercostales íntimos.
- Datos: Q531506